# Форт Кристиан (Сент-Томас, Американские Виргинские острова)
Форт Кристиан (англ. Fort Christian) — крепость в городе Шарлотта-Амалия на острове Сент-Томас, на Американских Виргинских островах. Построена в 1672—1680 годах датскими поселенцами в начале первого успешного колониального освоения острова. Форт стал ключевым пунктом обороны, местом размещения местной администрации в течение всего периода датского владычества, которое завершилось в 1917 году продажей территорий Соединенным Штатам. В настоящее время здесь находится музей Святого Томаса, в котором хранятся старинные вещи и предметы искусства колониального периода. С 1977 году форт является Национальным историческим памятником США.

## Описание
Форт Кристиан расположен в центральной части города Шарлотта-Амалия. В настоящее время он отделён от прежней гавани полосой суши. В прежнее время крепость располагалась на узком полуострове, который уходил на юг в сторону главной естественной гавани, и с трёх сторон была защищена водой. Но теперь с востока и запада форт окружают осушенные территории. 
Форт представлял собой квадратное в основе сооружение с каменными наклонными стенами и ромбовидными массивными бастионами в каждом углу. Когда-то с севера, востока и запада укрепления были усилены дополнительными равелинами, а в самом центре форта изначально находилась массивная круглая каменная башня. Сейчас из прежних сооружений сохранились только три из четырёх участков внешней стены и четыре бастиона. Внутри форта остались некоторые жилые помещения, построенные вдоль стен. 
Центральная каменная башня была снесена ещё в XIX веке. Её заменили административной постройкой в стиле неоготики.

## История

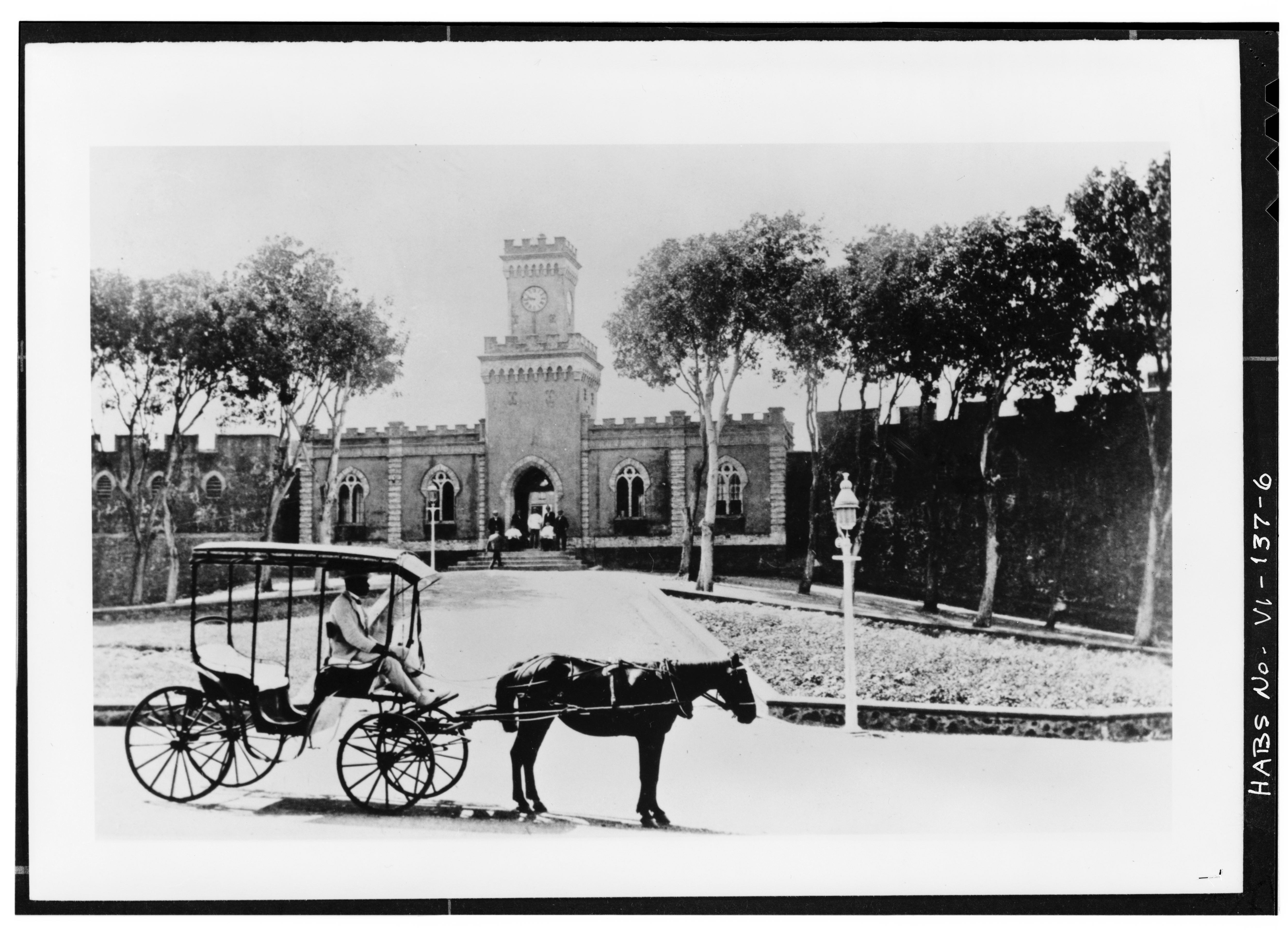
Вид форта Кристиан на фото 1900 года

Первая колонизация острова Сент-Томас датчанами была предпринята ещё в 1665 году. Но в первый раз попытка закрепиться на Сент-Томасе потерпела неудачу. Отчасти потому, что колонисты оказались заложниками разразившейся Второй англо-голландской войны. На колонию совершали постоянные нападения англичане. Кроме того, датчане страдали от непривычного климата и тропических болезней. В итоге немногочисленные выжившие поселенцы вернулись в Данию.
Однако выгода торговли табаком, ромом и другими продуктами местного происхождения была так велика, что через несколько лет назначенный датским королём губернатор острова Йорген Иверсен Дюппель привёл на остров новую эскадру с поселенцами. Во второй раз колонисты прибыли на Сент-Томас 25 мая 1672 года. Здесь они сразу приступили к строительству форта. Укрепление было названо Кристиан, в честь датского короля Кристиана V. 
В XVIII веке форт значительно расширили. А в 1874 году были построены новые ворота с башней в викторианском стиле с часами. 
Форт стал старейшим сооружением на Американских Виргинских островах. Он стал центром возникшего в XVIII веке города. Здесь разместились учреждения правительства и местная тюрьма.

## Современное состояние
В 2007 году форт был закрыт на ремонт, который продолжался десять лет. Торжественное открытие крепости состоялось в 2017 году к 100-летию перехода острова Сент-Томас под юрисдикцию Соединённых Штатов.

## Галерея

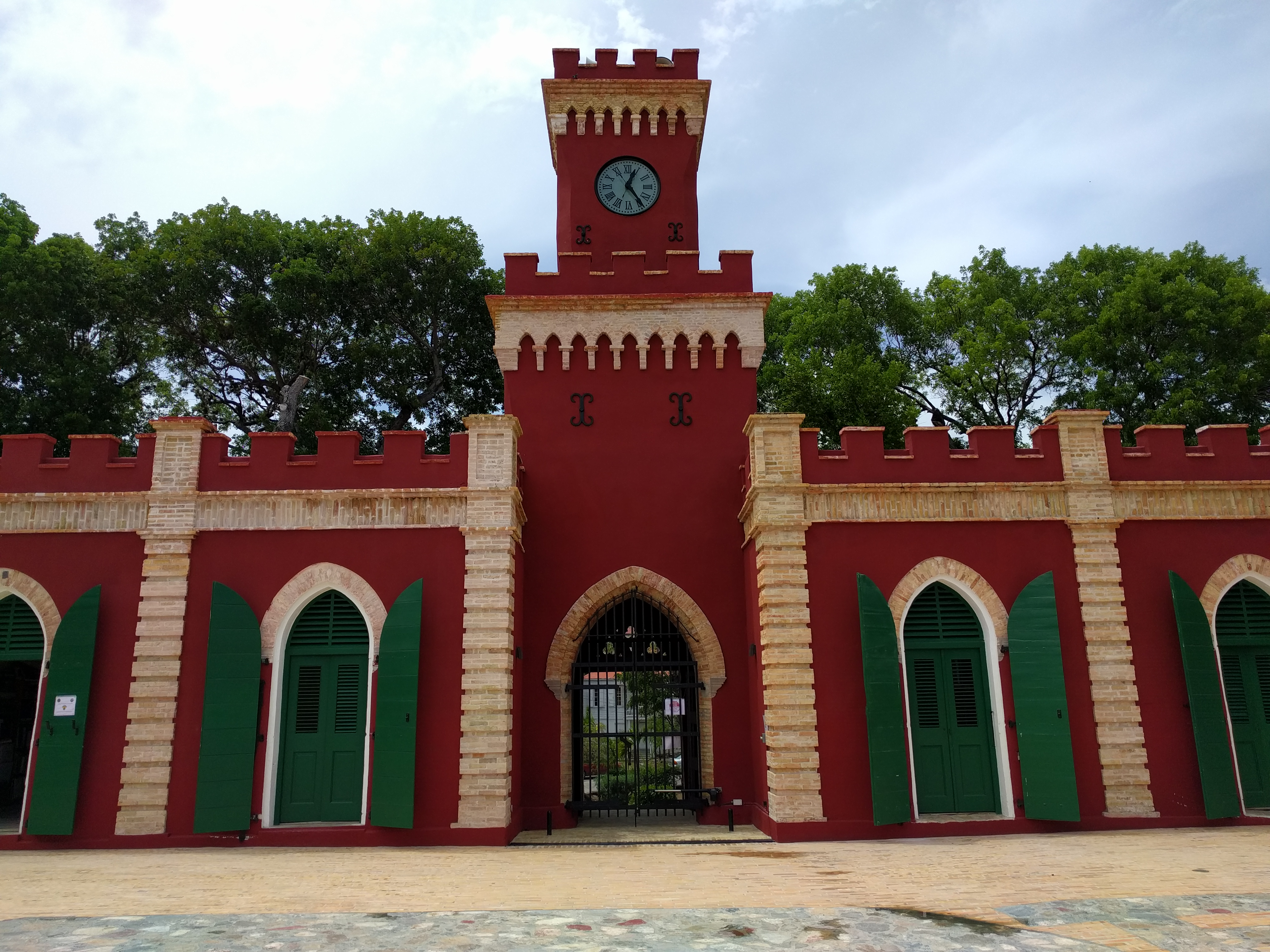
Здание с часами, построенное вместо каменной башни
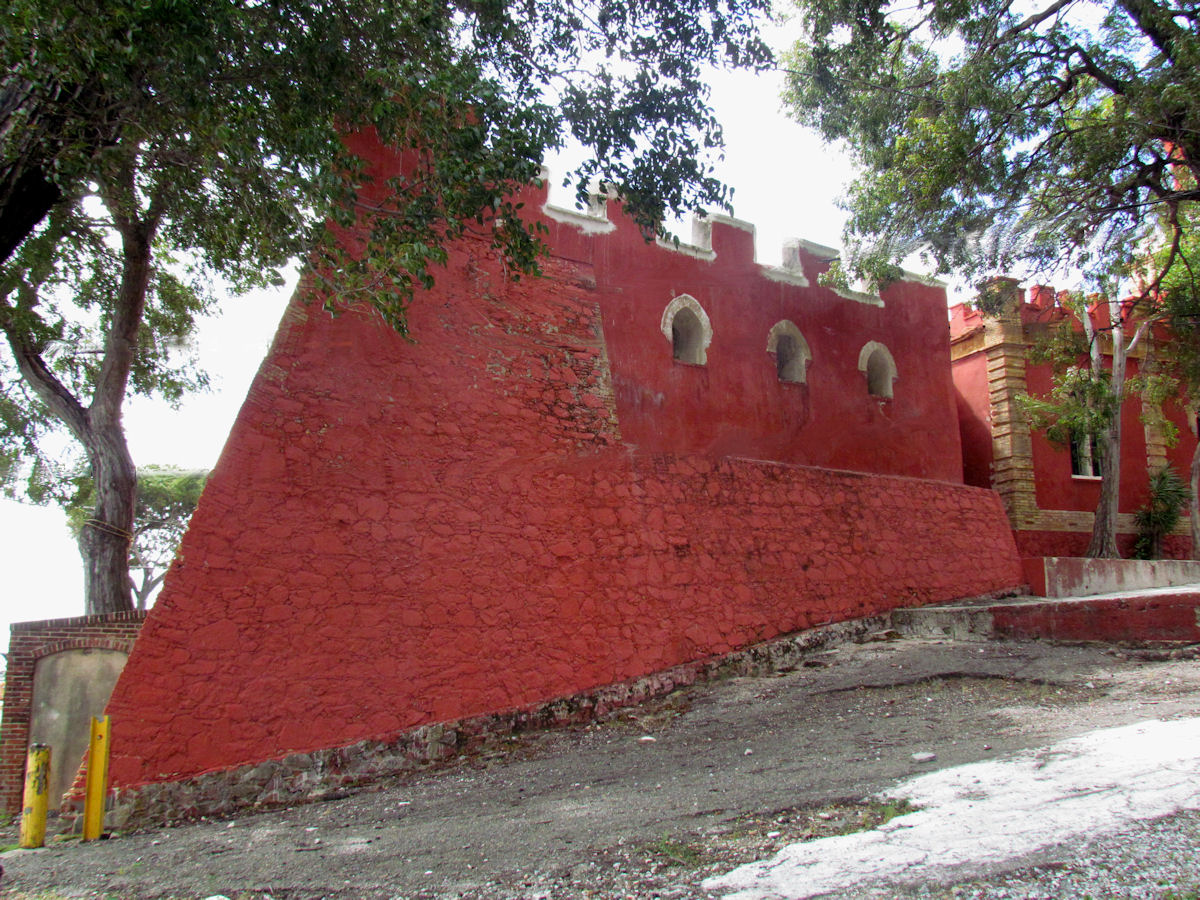
Северный бастион форта
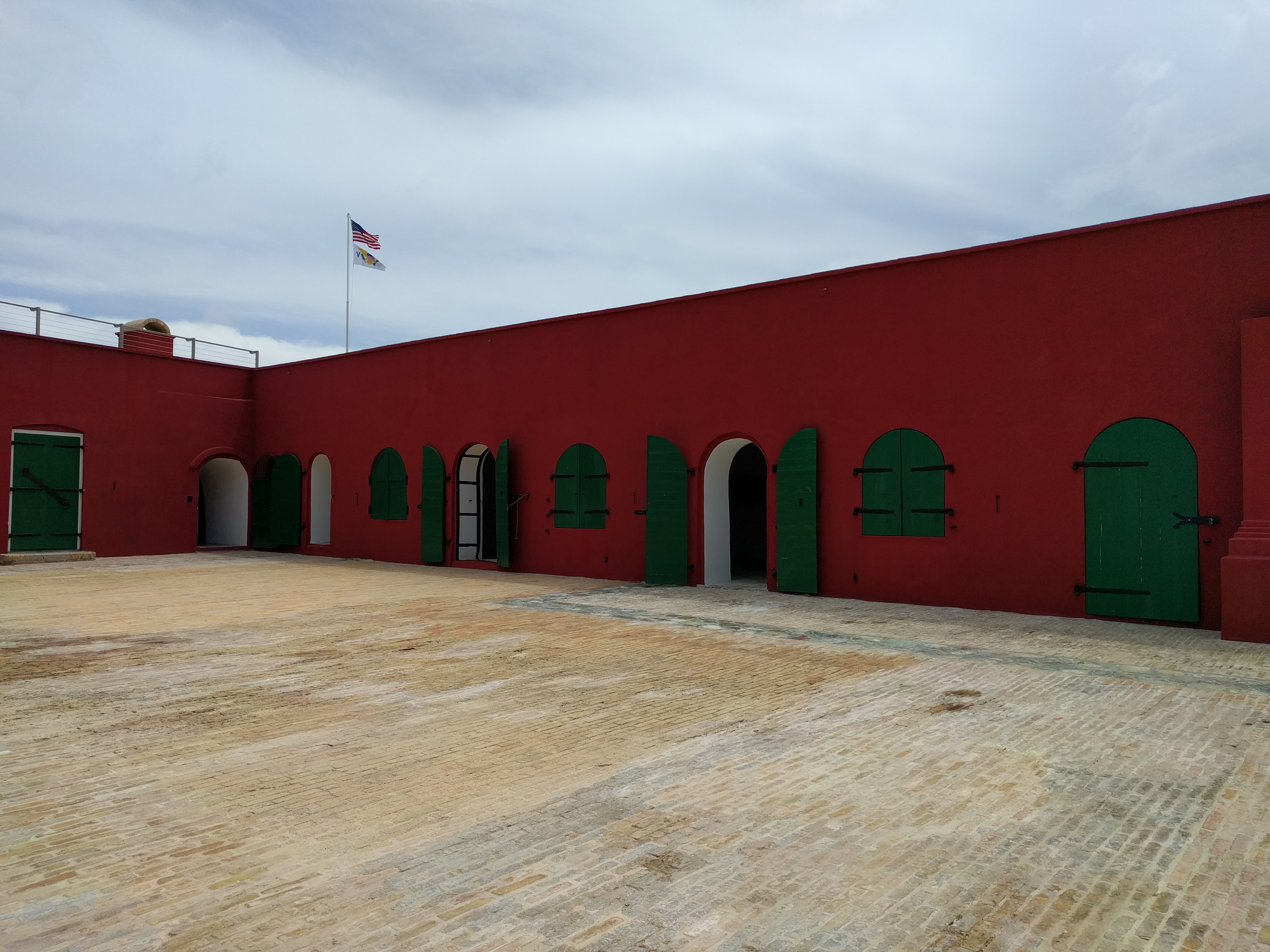
Внутренний двор форта
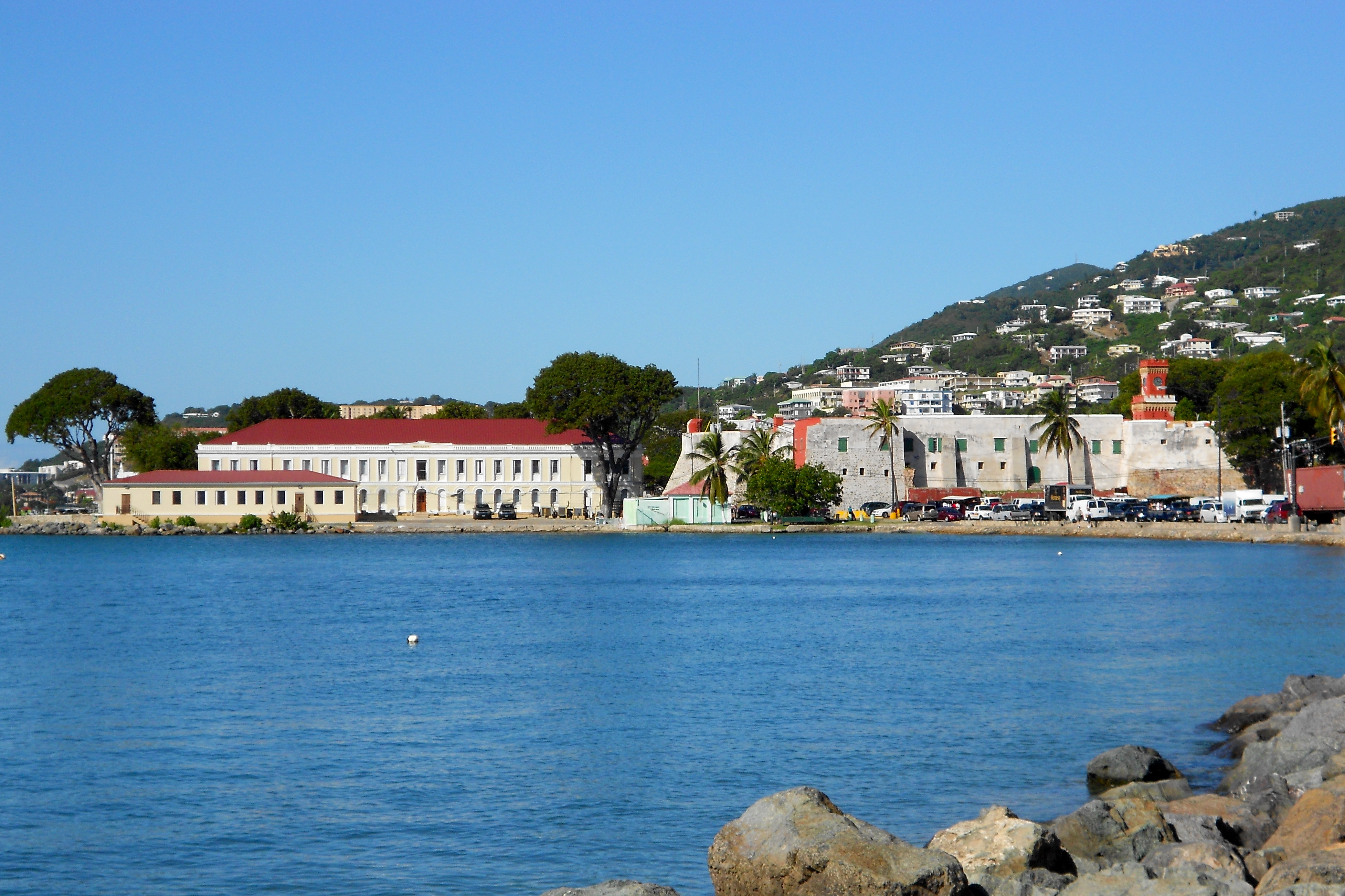
Вид форта (в правой части фото) со стороны залива